# 臼井台干拓
臼井台干拓（うすいだいかんたく）は、千葉県佐倉市の大字。2013年11月30日現在の人口は0人。郵便番号285-0000。

## 地理
北は印西市岩戸干拓、北東は印西市師戸干拓、東は臼井田干拓、南は臼井田、西は小竹干拓に隣接している。

## 小・中学校の学区
市立小・中学校に通う場合、学区は以下の通りとなる。
| 地域 | 小学校     | 中学校       |
| ---- | ---------- | ------------ |
| 全域 | 臼井小学校 | 臼井西中学校 |

## 人口
各丁目の人口は以下の通り。
| 地域 | 人口 |
| ---- | ---- |
| 全域 | 0    |